# El Parral, Mexiko
El Parral är en ort i Mexiko.   Den ligger i kommunen Caborca och delstaten Sonora, i den nordvästra delen av landet, 1 900 km nordväst om huvudstaden Mexico City. El Parral ligger 74 meter över havet och antalet invånare är 223.
Terrängen runt El Parral är platt, och sluttar västerut. Runt El Parral är det mycket glesbefolkat, med 6 invånare per kvadratkilometer. Närmaste större samhälle är Plutarco Elías Calles, 6,5 km öster om El Parral. Omgivningarna runt El Parral är i huvudsak ett öppet busklandskap.